# Stadium of Light
Stadium of Light je fotbalový stadion, který se nachází v anglickém Sunderlandu. Své domácí zápasy zde odehrává ligový klub Sunderland AFC, který se sem přestěhoval ze starého Roker Parku. S kapacitou 49 000 diváků je šestým největším stadionem v Anglii. Stadion primárně hostí zápasy fotbalového Sunderlandu. Podle Sira Bob Murray, tehdejšího předsedy Sunderlandu, byl název "Stadium of Light" vybrán ze dvou důvodů; "a to jako věčný hold všem horníkům pracujícím v regionu s čímž souvisí i hrdost na své dávnější průmyslové dědictví, a druhým důvodem je očekávání toho, že je stadion předzvěstí světlých zítřků, které na klub v budoucnu čekají. Jméno je symbolické poděkování tisícům horníků a příznivců samotného klubu, co každý den vzejdou z temnoty do světla, když se vrací z dolů zpátky na povrch."
Stadion v minulosti hostil tři zápasy Anglické fotbalové reprezentace a jeden zápas Anglické fotbalové reprezentace do 20 let. Původní kapacita 42 000 míst byla v roce 2002 rozšířena na 49 000 míst. 16. prosince 2009 byl stadion vybrán jako jeden z možných pořadatelů, který byl součástí neúspěšné anglické kandidatury na Mistrovství světa ve fotbale v roce 2018.